# Joãozinho Carvalho
João Vidal de Carvalho, mais conhecido como Joãozinho Carvalho, é uma figura proeminente na política de Ponte Nova, Minas Gerais. Seu mandato como prefeito pelo PTB, de 1 de janeiro de 2009 a 31 de dezembro de 2012, foi um período marcado por desafios significativos, como desastres naturais, e por iniciativas para o desenvolvimento urbano e institucional do município.

## Origens e Legado Familiar
A inserção de Joãozinho Carvalho na vida pública de Ponte Nova dá continuidade a uma tradição política familiar. Essa herança moldou sua carreira e suas redes de apoio. O capital político acumulado por sua família lhe conferiu vantagens, como o reconhecimento de nome e uma compreensão da política municipal.

### O Pai: João Vidal de Carvalho (Prefeito e Deputado Estadual)
A base da influência política da família foi estabelecida por seu pai, João Vidal de Carvalho. Ele foi prefeito de Ponte Nova no período de 1955 a 1959. Após concluir seu mandato municipal, foi eleito deputado estadual para a 4ª Legislatura da Assembleia Legislativa de Minas Gerais (1959-1963).

### A Filha: Kátia de Carvalho Irias e a Continuidade Política
A influência política da família Carvalho estendeu-se para a geração seguinte através da filha de Joãozinho, Kátia de Carvalho Irias. Casada com Dr. Milton Irias, eleito prefeito de Ponte Nova em 2024, Kátia assumiu o papel de primeira-dama e também o de Secretária de Saúde do município. O legado político da família é reforçado pelo avô materno de Kátia, Carlos Jardim de Rezende, que foi vereador e prefeito de Ponte Nova entre 1995 e 1996.

## Carreira Política e Mandato como Prefeito (2009-2012)
A gestão de Joãozinho Carvalho foi marcada por uma expressiva vitória eleitoral, seguida por um período de intensos desafios e realizações estratégicas.

### As Eleições de 2008: Um Mandato Popular Expressivo
Joãozinho Carvalho foi eleito prefeito de Ponte Nova nas eleições municipais de 2008 com uma votação expressiva. Ele obteve 17.797 votos, o que representou 53,3% dos votos válidos, sendo, na época, a segunda maior votação para o cargo na história recente do município.
| Candidato          | Partido | Votos  | Percentual (%) |
| ------------------ | ------- | ------ | -------------- |
| Joãozinho Carvalho | PTB     | 17.797 | 53,3%          |

Fonte: Folha de Ponte Nova, 7 de outubro de 2024.

### A Gestão Municipal

#### Patrimônio Histórico: O Legado do Hotel Glória
Um dos atos administrativos mais duradouros e significativos de sua gestão foi a declaração do histórico Hotel Glória como imóvel de utilidade pública para fins de desapropriação. A medida foi formalizada pela Lei nº 3.719, de 27 de novembro de 2012, a pouco mais de um mês do término de seu mandato. Essa decisão, embora sem impacto político imediato, foi o passo jurídico fundamental que permitiu que as gestões seguintes, de Guto Malta e Wagner Mol, pudessem avançar nas complexas negociações para a restauração do edifício, transformando-o em um centro cultural.

#### Infraestrutura e Serviços: A Nova Sede do INSS
Durante seu governo, iniciou-se a construção de uma sede própria para o INSS em Ponte Nova. A gestão de Joãozinho Carvalho foi decisiva ao viabilizar a doação de uma área nas imediações da Rodoviária Nova.

## Os Grandes Desafios: Enchentes e Controvérsias
O mandato de Joãozinho Carvalho foi singularmente testado por desastres naturais e por debates políticos internos.

### Um Mandato Marcado pelas Águas: As Enchentes de 2011-2012
O maior desafio de sua gestão foram as severas enchentes que atingiram Ponte Nova. A enchente de janeiro de 2012 foi particularmente devastadora, com o rio Piranga subindo cerca de 6 metros acima do nível normal, inundando comércios, residências e causando grande destruição. Esse cenário de crise permanente definiu as prioridades de seu governo, que foi forçado a concentrar grande parte de seus recursos e esforços em ações de recuperação e reconstrução.

### Debates e Críticas
A gestão de Joãozinho Carvalho também enfrentou críticas em áreas específicas. Em 2012, ano eleitoral, projetos de lei que previam a cessão de áreas e serviços para empresas foram suspensos pelo Legislativo. A medida, baseada em parecer jurídico para evitar infrações à legislação eleitoral, gerou um impasse e um debate público sobre os limites entre o fomento ao desenvolvimento econômico e a probidade administrativa em período pré-eleitoral.

## Vida Pós-Prefeitura
Após concluir seu mandato em 31 de dezembro de 2012, Joãozinho Carvalho continuou sua atuação na esfera pública. Como funcionário de carreira da Companhia de Desenvolvimento Econômico de Minas Gerais (Codemig), passou a prestar serviços na Associação Mineira de Municípios (AMM), com foco especial na Associação dos Municípios do Vale do Piranga (Amapi).

## Legado
O legado de Joãozinho Carvalho é o de um político que herdou e deu continuidade a uma forte tradição familiar, governando Ponte Nova em um de seus períodos mais desafiadores. Sua gestão foi marcada pela resiliência diante de desastres naturais. Ao mesmo tempo, ele demonstrou visão estratégica ao tomar decisões de longo prazo, como a desapropriação do Hotel Glória, que se revelou fundamental para a preservação do patrimônio cultural da cidade.